# جودي سوتون
جودي سوتون هي لاعبة كرلنغ كندية، ولدت في 23 أبريل 1968.

## وصلات خارجية
- جودي سوتون على موقع الاتحاد الدولي للكرلنغ (الإنجليزية)
- جودي سوتون على موقع اللجنة الأولمبية الدولية (الإنجليزية)
- جودي سوتون على موقع أوليمبيديا (الإنجليزية)
- جودي سوتون على موقع اللجنة الأولمبية الكندية (الإنجليزية)